# Pseudohypsoides unicolor
Pseudohypsoides unicolor är en fjärilsart som beskrevs av Pierre E.L. Viette 1960. Pseudohypsoides unicolor ingår i släktet Pseudohypsoides och familjen tandspinnare. Inga underarter finns listade.